# Naked (Soweluのアルバム)
『Naked』（ネイキッド）は、日本の歌手・Soweluの4枚目のオリジナル・アルバム。2008年4月9日発売。発売元はデフスターレコーズ。

## 解説
- 前作「24 -twenty four-」以来、約1年9ヶ月ぶりのアルバム[1]。
- ジャケットでヌードを初披露[2]。
- 初回限定盤にはシングル曲のPVやジャケット写真撮影メイキングを収録したDVDが付いている。

## 収録曲

### CD
1. 光
17thシングル。東映配給映画「茶々 天涯の貴妃」主題歌
2. Wish
18thシングル。テレビ東京系アニメ『D.Gray-man』エンディングテーマ
3. I'll be with you
4. SEPTEMBER
16thシングルのカップリング曲。KIRIN COCKTAIL ｢Sparkle｣ TVCMイメージソング
5. 幸せのちから
14thシングル。ソニー・ピクチャーズエンタテインメント配給映画「幸せのちから」イメージソング
6. 誰より好きなのに
15thシングル。古内東子同シングル曲のカバー。
7. All My Life
8. Lie
15thシングルのカップリング曲。ランジェリーストア「PEACH JOHN」CMソング
9. 初雪
10. Still lovin' you
17thシングルのカップリング曲。関西テレビ・フジテレビ系「グータンヌーボ」エンディングテーマ
11. I Wonder
14thシングルのカップリング曲。MTV×SUZUKIブランデッドビデオ
12. サヨナラ
13. 大切な人

Bonus Track
1. 24karats -type S-
16thシングル。日本テレビ系「音楽戦士 MUSIC FIGHTER」2007年9月オープニングテーマ。EXILE、DOBERMAN INCとのコラボシングル

### DVD
1. 幸せのちから
2. I Wonder
3. 誰より好きなのに
4. 光
5. Wish
6. 24karats -type S-ミュージック・ビデオ
7. 「Naked」ジャケット写真撮影メイキング
8. 5th.Anniversary 特別企画映像 PartI、II、III、IV